# Alexis Le Veneur de Tillières
Pour les articles homonymes, voir Le Veneur.
Pour les autres membres de la famille, voir Famille Le Veneur de Tillières.
Alexis Paul Michel Tanneguy Le Veneur de Tillières, né le 28 septembre 1746 à Paris, mort le 26 mai 1833, comte Le Veneur de Tillières, seigneur de Carrouges, est un général de la Révolution et du Premier Empire et homme politique français.
À partir de la Révolution, son nom s'écrit Leveneur.

## Biographie

### Sous Louis XV et Louis XVI
Il est le troisième et dernier fils du comte Jacques Tanneguy IV Le Veneur de Tillières, maréchal de camp, et de sa femme Julie Bouchard d'Esparbez de Lussan d'Aubeterre de Jonzac, nièce du Président Hénault.
Il commence sa carrière militaire en 1763 comme lieutenant en second au régiment du Roi-infanterie. Il devient enseigne le 1er août 1767, colonel du régiment provincial d'Abbeville le 19 octobre 1773 puis colonel en second du régiment de Neustrie le 18 avril 1776.
Alors vicomte de Tillières, il se marie le 15 juin 1778 avec Henriette de Verdelin (1757-1834), fille de la marquise de Verdelin (1728-1810) qui est une correspondante et protectrice de Jean-Jacques Rousseau.
Le vicomte de Tillières est également à cette époque franc-maçon, étant en 1777 frère fondateur de la Loge régulière de St Jean de la Candeur à l'Orient de Paris, garde des sceaux et archives, représentant la Candeur pour la députation du GO de Naples auprès du GODF, et second grand surveillant d'honneur du Grand Orient de France. 
Le 27 janvier 1782, il devient mestre de camp du régiment d'Auxerrois, et le 24 avril il prend le commandement du régiment de Lyonnais avec lequel il sert en Espagne devant Gibraltar. Il est promu brigadier d'infanterie le 1er janvier 1784,  puis maréchal de camp le 9 mars 1788.

### À la Révolution
Nommé président de l'Assemblée provinciale « du département des villes de Falaise et de Domfront » par lettres patentes du Roi du 31 juillet 1787, puis président de l'Assemblée provinciale « du département d'Alençon » par lettres patentes du 13 octobre 1788, il préside l'assemblée de l'ordre de la noblesse du Grand Bailliage d'Alençon le 17 mars 1789 et, adhérant aux idées progressistes, il prend position pour l'abandon des privilèges dès avant la Révolution.
Il est élu premier maire de la paroisse Sainte-Marguerite-de-Carrouges le 14 novembre 1789 et administrateur du département de l'Orne le 2 juillet 1790.

### Général des guerres de la Révolution
Engagé dans l'armée de la Révolution en janvier 1792, il est à partir d'avril à l'armée du Centre sous La Fayette où il commande en mai la 2e division à Dun-sur-Meuse. Puis promu lieutenant-général le 19 juin 1792, il commande la division de gauche de cette même armée. Il déserte en même temps que La Fayette le 19 août et revient à l'armée le 27 août. Réintégré dans son grade sous Dumouriez, il commande l'aile droite de l'armée du Centre le 19 septembre et sert à Valmy le 20 septembre.

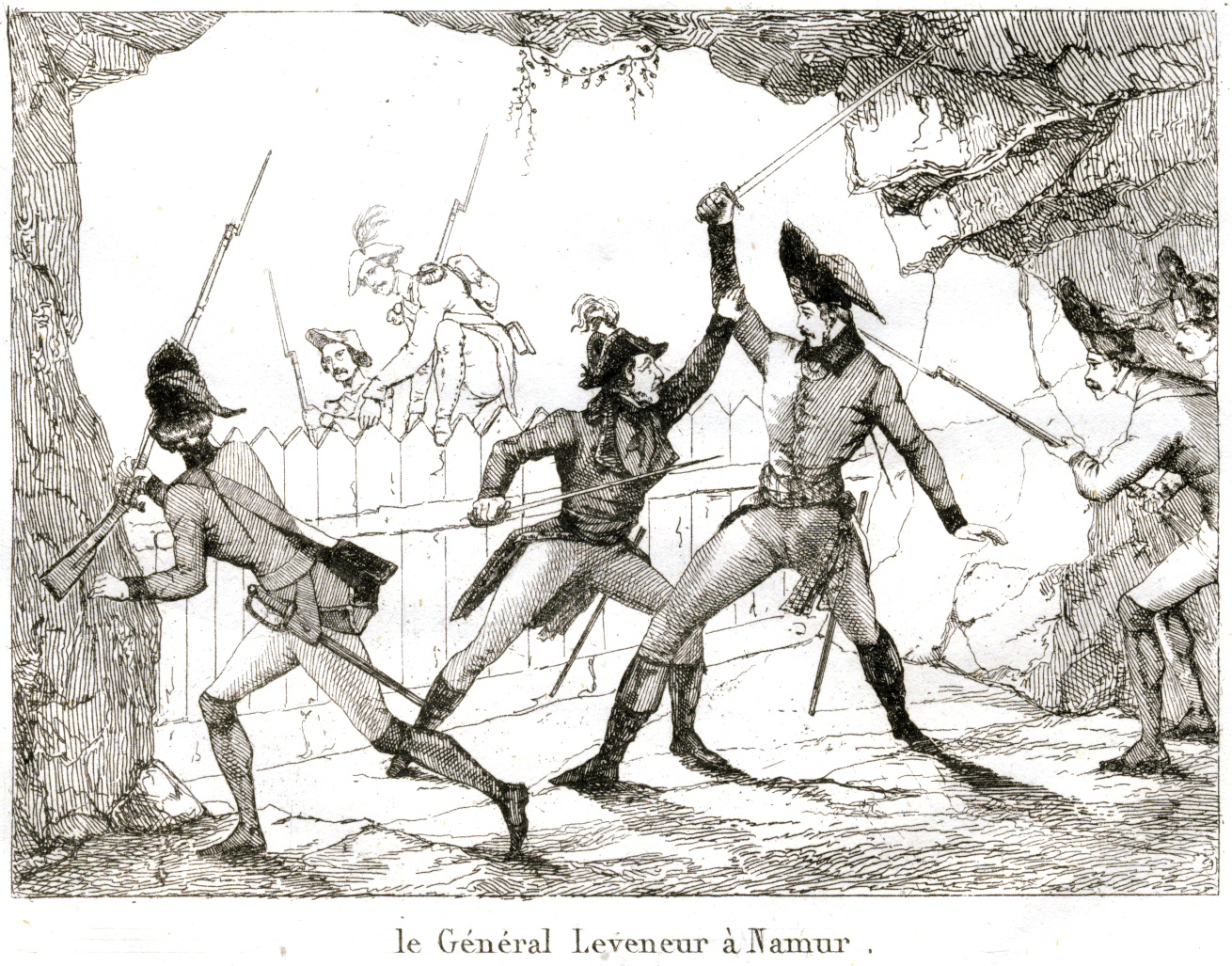
Le général Le Veneur à Namur (novembre 1792)

Le 25 septembre 1792, il est commandant en second de l'armée des Ardennes sous Dillon, puis sous Valence en novembre. À l’armée des Ardennes il prend sous son aile Lazare Hoche, alors jeune officier, et devient son mentor. Il s'illustre lors de la prise de la citadelle de Namur
 et devient commandant par intérim de l'armée des Ardennes le 12 janvier 1793. Il prend part au siège de Maastricht du 6 février au 3 mars 1793 puis combat le 18 mars avec la droite de l'armée de Dumouriez à Neerwinden. Le 3 avril, lors de la trahison de Dumouriez qu'il refuse de soutenir, il quitte l'armée, est arrêté à Neufchâtel-en-Bray le 7 avril puis libéré le 25 avril.
Le 13 juin 1793 il commande une division de l'armée du Nord, puis est commandant en chef de l'armée du Nord sous Custine du 16 juin au 28 juillet. Suspendu de ses fonctions comme noble le 25 juillet, il proteste mais décrété d'arrestation le 30 juillet, il est arrêté le 31. Son aide de camp, le futur général Hoche, s’en indigne et se fait arrêter à son tour.
Mis en liberté provisoire en mai 1794, le général Leveneur se retire à Carrouges. Décrété d'arrestation par le Comité de salut public le 15 juillet il est arrêté le 20, conduit à Paris et emprisonné le 24 juillet, puis libéré le 13 septembre.
Relevé de sa suspension le 8 mai 1795, il est réintégré dans le grade de général de division et affecté à la 14e division militaire le 2 juin 1795. Il est admis provisoirement à la retraite le 18 juin 1797 et définitivement le 16 mars 1810.

### Sous l'Empire, puis sous Charles X et Louis-Philippe
En 1800 il devient le premier président du Conseil général de l'Orne, puis est député de l'Orne au Corps Législatif (1808-1813) et enfin, sous la Première Restauration, député de l'Orne à la Chambre des députés des départements.
Napoléon Ier le fait comte d'Empire avec majorat le 4 juin 1810. Devenu quasiment aveugle au cours de sa députation, il continue jusqu'à la perte de sa vue à servir son pays. 
Le général Leveneur s'éteint le 26 mai 1833 au Château de Carrouges à l'âge de 86 ans.
Son nom est inscrit "LEVENEUR" au côté Nord de l'Arc de Triomphe de l'Étoile à Paris. Il est fait chevalier de Saint-Louis le 18 octobre 1781 et officier de la Légion d'honneur sous l'Empire.

## Autres ouvrages sur le général Le Veneur
- Étienne Charavay, Le général Alexis Le Veneur, le héros de Namur et le maître de Hoche (1746-1833), Paris, Imprimerie nationale, 1895, in-8°, 111 p.
- Gilbert Thil, Alexis Le Veneur, général de la Révolution, article dans le Bulletin de la S.H.A.O., t. CXX, no 1-2, mars-juin 2001, Alençon (numéro intitulé Les Le Veneur de Carrouges – Les Normands en Sicile)
- Jean-Claude Martin, Les Le Veneur de Carrouges pendant le Premier Empire, article dans le Bulletin de la S.H.A.O., t. CXX, no 1-2, mars-juin 2001, Alençon (numéro intitulé Les Le Veneur de Carrouges – Les Normands en Sicile)
- Jean-Claude Gélineau, Réflexions sur la carrière du général le veneur, Société historique et archéologique de l'Orne, Alençon, 2005, t. CXXIV, no 4, décembre 2005, p. 37-68,   (ISSN 0154-0505)